# Driemiljoenguldenrekest
Het driemiljoenguldenrekest was een petitie van de calvinisten in 1566 om voor drie miljoen carolusgulden godsdienstvrijheid te kopen voor de Spaanse Nederlanden. Het geld, dat niet werd aangenomen door koning Filips II van Spanje, werd gebruikt om troepen op de been te brengen.

## Geschiedenis
De Beeldenstorm die de calvinisten in augustus 1566 waren begonnen, straalde af op de edelen in de oppositie. Zij beseften dat koning Filips II hen dit hard zou aanrekenen en probeerden het calvinistische geweld in te tomen. Ook Willem van Oranje deed dat, terwijl hij tegelijk op 3 oktober in Dendermonde een geheim plan ontvouwde om landvoogdes Margaretha van Parma gewapenderhand af te zetten en in driemanschap het landsbestuur over te nemen namens de koning. Egmont en Horne wezen dit voorstel af.
Op 1 oktober was in Gent de calvinistische synode begonnen waar het driemiljoenguldenrekest werd besproken. Het initiatief zou gekomen zijn van Petrus Datheen of uit kringen rond Oranje. De principiële houding van Filips II in geloofszaken liet dit plan weinig kans op slagen, en de recente verlichting van zijn geldnood door het binnenlopen van vers edelmetaal uit Amerika, maakte het helemaal onrealistisch. Daarom wordt vermoed dat het misschien van bij aanvang eerder gericht was op het inzamelen van fondsen voor de gewapende opstand. Diverse consistories en steden begonnen in Duitsland soldaten op wachtgeld te werven. 
De tekst van het verzoekschrift is oorspronkelijk opgesteld in het Frans en wordt toegeschreven aan Gilles le Clercq. Het opstellen ervan gebeurde tijdens een vergadering midden oktober in het huis van Marcus Pérez te Antwerpen. Het rekest werd zo geformuleerd dat katholieken en lutheranen er geen aanstoot aan konden nemen. In de Hollandse steden circuleerde een Nederlandse versie waar subtiel wat calvinisme was in gelegd, maar Oranje liet dit corrigeren door Dirck Volkertsz. Coornhert. Dankzij het oecumenische karakter kwam er ook een Duitse vertaling door toedoen van landgraaf Willem van Hessen.
De geuzen speelden het zoenoffer uit in hun pamfletaire propaganda. In december opende een Instructie de geldinzameling. Lodewijk van Nassau tekende in voor tienduizend gulden en Hendrik van Brederode voor zesduizend. De eerste nam ook Gilles le Clercq in dienst als zijn officiële secretaris, misschien om het rekest kracht bij te zetten.
Na een vergadering van alle calvinistische kerken van de Nederlanden, werd het rekest op 27 oktober aan de Antwerpse stadsmagistraat bezorgd, die het dan overhandigde aan landvoogdes Margaretha. Zoals te verwachten kreeg het geen gevolg, maar werden de sommen gebruikt om een leger op de been te brengen.

## Exemplaren
Exemplaren van het driemiljoenguldenrekest zijn bewaard in:
- Londen, British Library, ms. Cotton-Galba, C-III, fol. 42r (gedateerd 17 oktober 1566)
- Brussel, Algemeen Rijksarchief, Handschriftenverzameling, ms. 182, fol. 182v-184r (gedateerd 27 oktober 1566)

## Voetnoten
1. ↑  Pieter Serrien, In opstand! Geuzen in de Lage Landen, 1565-1578, 2022, p. 106
2. ↑  Alastair Duke, The Reformation and Revolt in the Low Countries, 2003, p. 140. Gearchiveerd op 24 juni 2023.